# Кез
Кез — посёлок в Удмуртской Республике России, административный центр Кезского района.

## География
Расположен около впадения ручья Кез в реку Лып в 172 км к северу от столицы республики города Ижевска, с которым связан автомобильной дорогой Кез — Дебёсы — Игра — Ижевск.

## История
Населённый пункт основан в 1898 году при строительстве железной дороги Пермь — Котлас. Население посёлка занималось обслуживанием железнодорожной станции. До 1921 года входил в состав Лыпской волости Глазовского уезда Вятской губернии, затем — в состав Вотской автономной области. С 18 января 1925 года Кез являлся центром волости, в июле 1929 года стал центром Кезского района.
В октябре 1941 года в посёлке начала сформирование 46-я отдельная стрелковая бригада РККА ВС Союза ССР, из военнообязанных Кеза и Кезского района УАССР. 3—5 декабря 1941 года бригада была погружена в воинские поезда на станциях Сегедур, Кез, Кабалуд, и к 11 декабря 1941 года прибыла в Подмосковье для защиты столицы Союза ССР от войск нацистской Германии и их союзников.
В 1942 году Кез получил статус посёлка городского типа.

## История названия посёлка
На данный момент имеется много версий, теорий и легенд о том, почему посёлок Кез называется именно так. 
Наиболее правдоподобные, по мнению местных краеведов:
1. По легенде название «Кез» появилось от удмуртского слова «Кыз» (ель). Это связано с тем, что в Кезском районе много лесов.
2. Слово «Кез» на языке коми означает «ивовая заросль». По-видимому, эти болотистые места с зарослями ивняка носили когда-то такое название.
3. Кез - это инициалы купца, взявшего подряд на строительство станционных зданий. Этими буквами он, крупно помечал свои амбары и постройки, и безымянный разъезд запомнился всем проезжавшим именно под таким названием.

## Население
| \| 1942[4] \| 1959[5] \| 1970[6] \| 1979[7] \| 1989[8] \| 2002[9] \| 2007 \| \| -------- \| -------- \| ------- \| ------- \| ------- \| ------- \| ------- \| \| 1800 \| ↗5331 \| ↗7481 \| ↗8434 \| ↗10 030 \| ↗10 913 \| ↘10 651 \| \| 2010[10] \| 2012[11] \| 2021[1] \| \| \| \| \| \| ↗11 080 \| ↘10 911 \| ↘10 131 \| \| \| \| \| 2500 5000 7500 10 000 12 500 15 000 1989 2021 |         |         |       |         |         |         |
| 1942 | 1959    | 1970    | 1979  | 1989    | 2002    | 2007    |
| 1800 | ↗5331   | ↗7481   | ↗8434 | ↗10 030 | ↗10 913 | ↘10 651 |
| 2010 | 2012    | 2021    |       |         |         |         |
| ↗11 080 | ↘10 911 | ↘10 131 |       |         |         |         |

## Транспорт
Кез — железнодорожная станция Пермского регионов Свердловской железной дороги. 
Зачастую от посёлка до более крупных городов (Ижевск, Глазов, Пермь), жители добираются на автобусах, электропоездах (электричках). 

## Инфраструктура
Образование
- Профессиональное училище № 50
- Кезская средняя общеобразовательная школа № 1
- Кезская средняя общеобразовательная школа № 2
- Инженерно-технологический лицей
- Детский сад № 1 «Солнышко»
- Центр развития ребёнка — детский сад № 2 «Теремок»
- Центр развития ребёнка — детский сад № 3 «Улыбка»
- Детский сад «Ладушки»
- Детский сад «Колосок»

Здравоохранение
- Кезская РБ

Культура
- Районный Дом культуры
- Дом ремёсел
- Кезский муниципальный музей

## Экономика
- Кезский сырзавод
- Хлебокомбинат
- Кезский филиал «МосТресКондитер»
- Кезский леспромхоз

## Люди, связанные с посёлком
- Павлов, Пётр Васильевич, уроженец Кеза, народный художник Российской Федерации.
- Лекомцев, Алексей Юрьевич (1975—1995) — гвардии матрос 336-й отдельной гвардейской бригады морской пехоты, посмертно награждённый орденом Мужества. Имя Алексея Лекомцева носит одна из улиц Кеза[12].

## Галерея

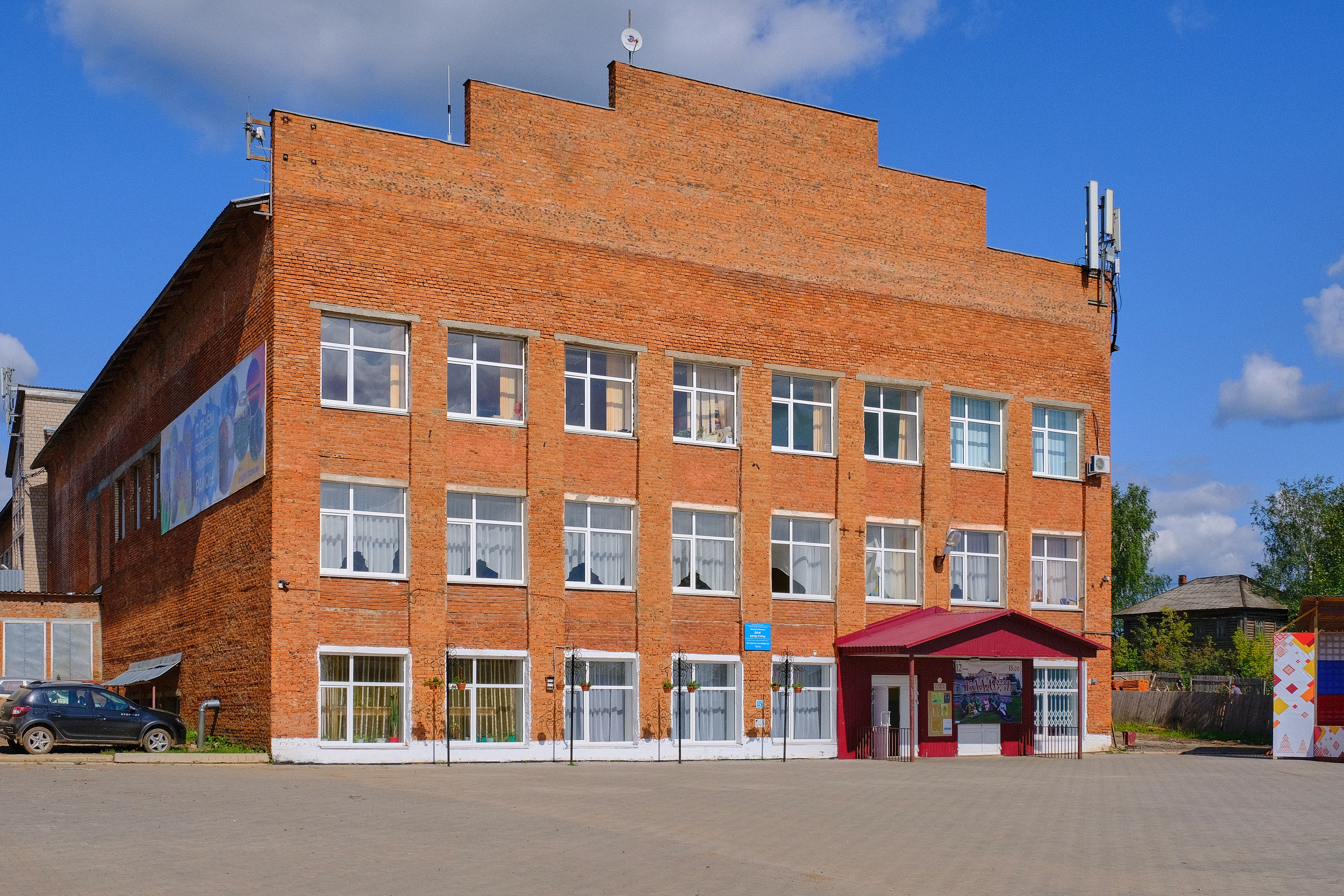
Дворец культуры
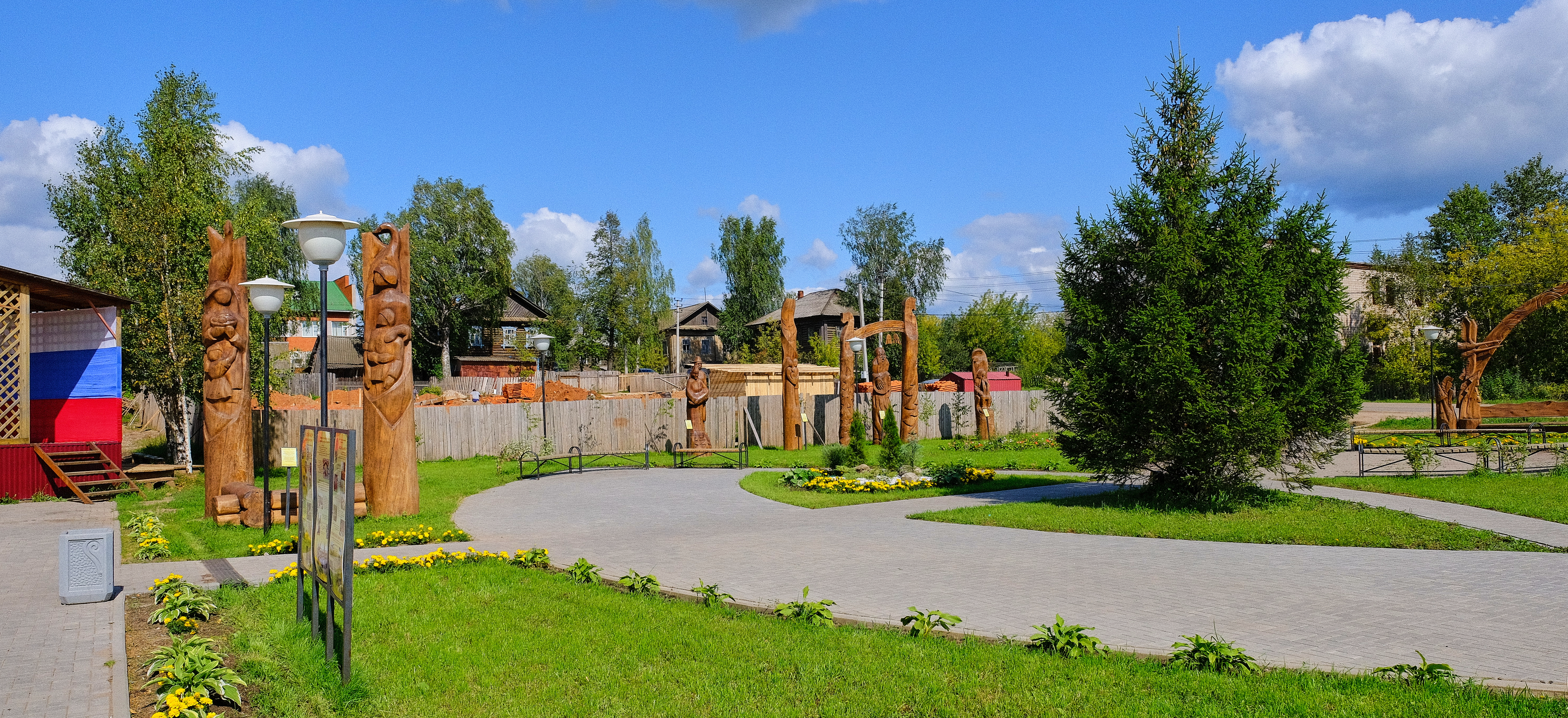
Парк около Дворца культуры
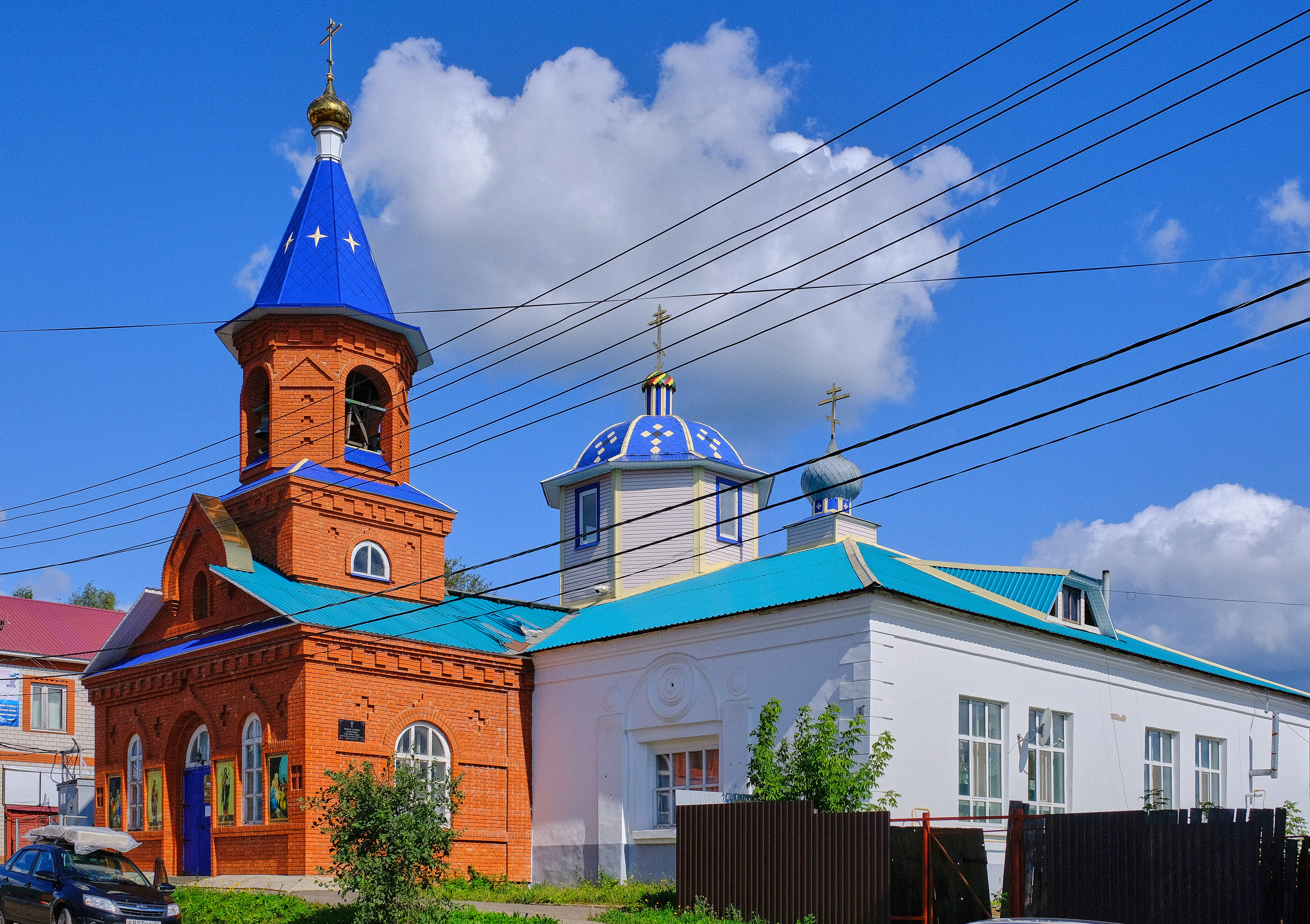
Церковь Рождества Христова
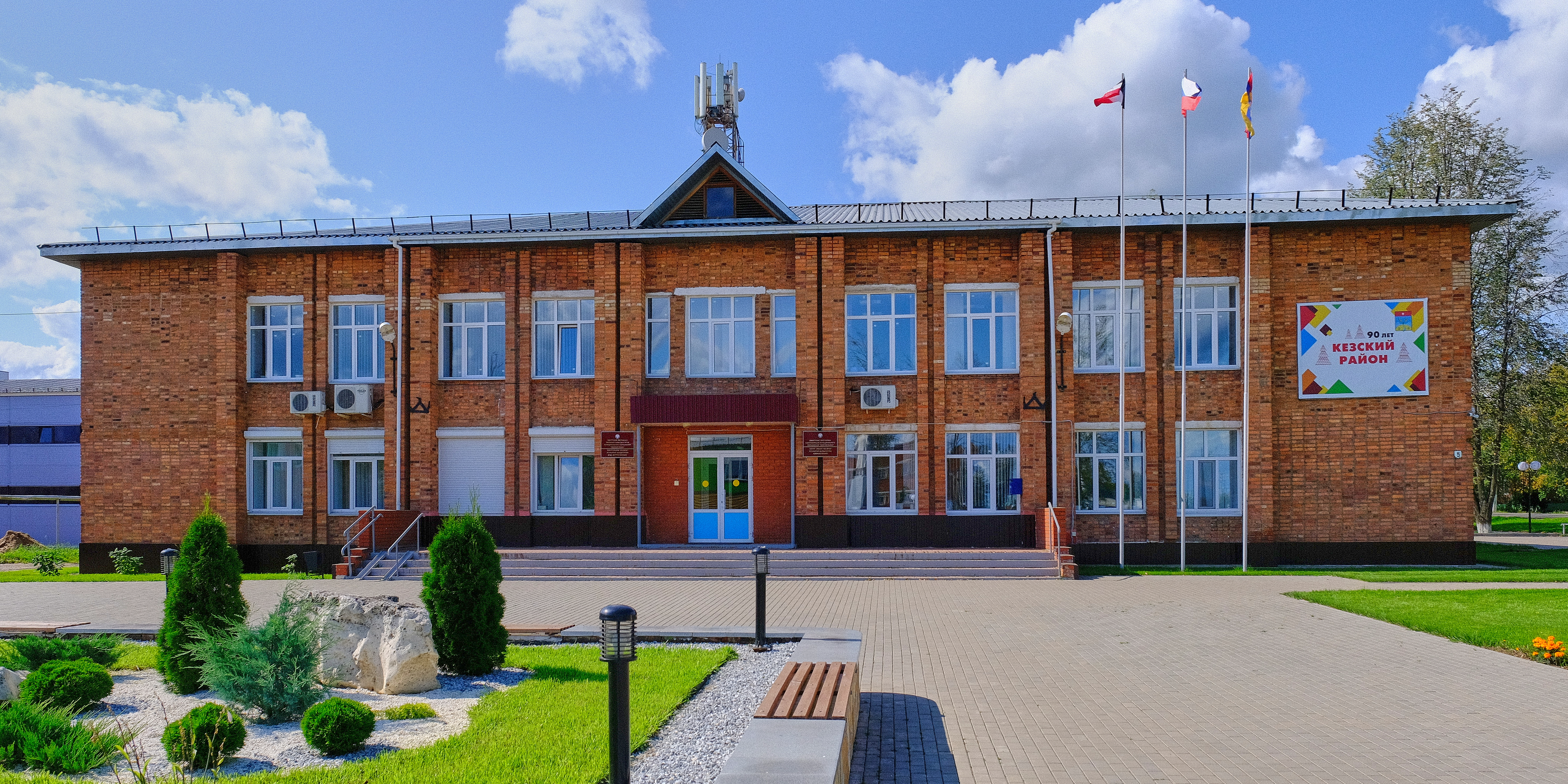
Администрация Кезского района и памятник В. И. Ленину
Памятник В. И. Ленину
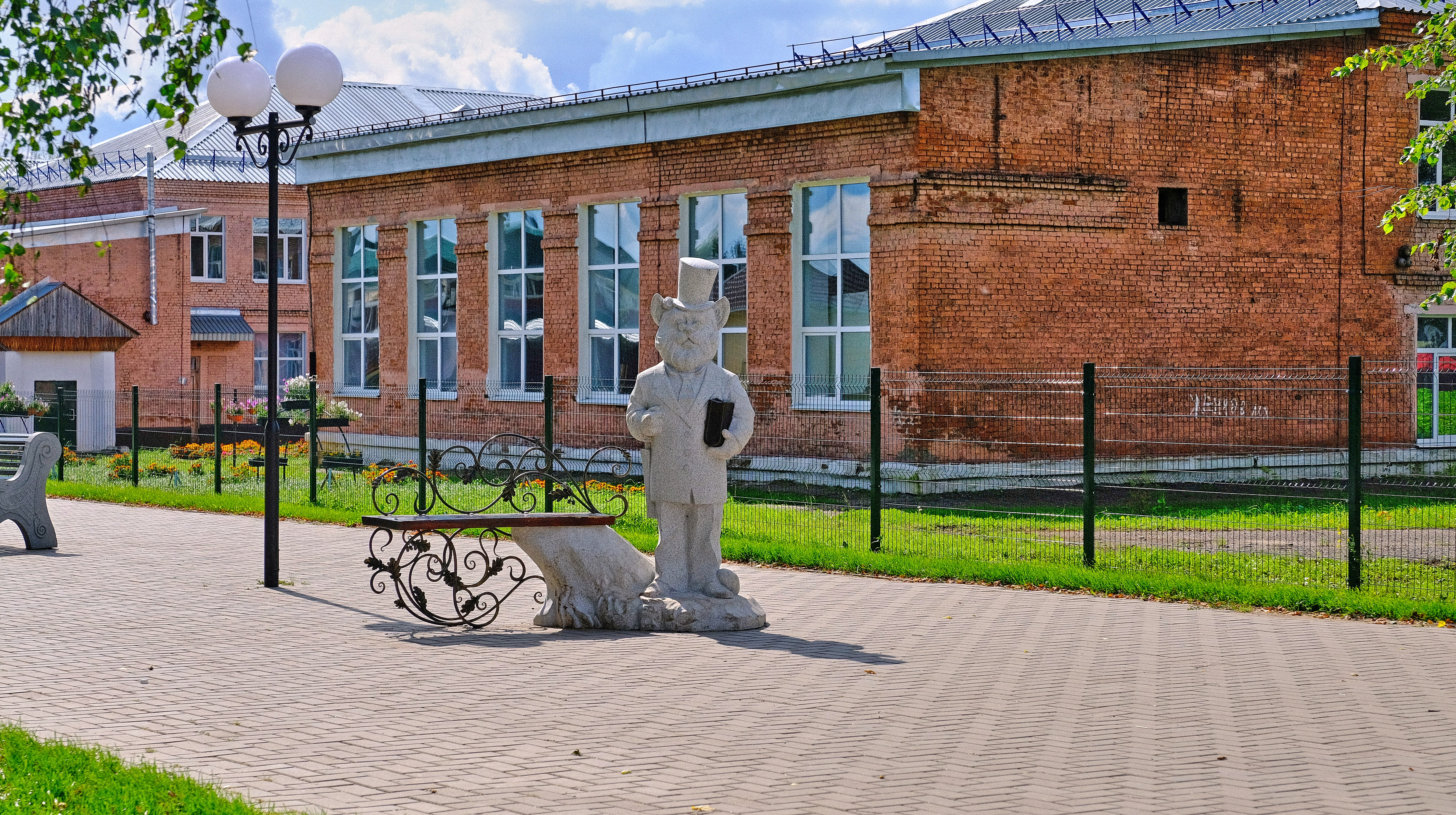
Школа № 1
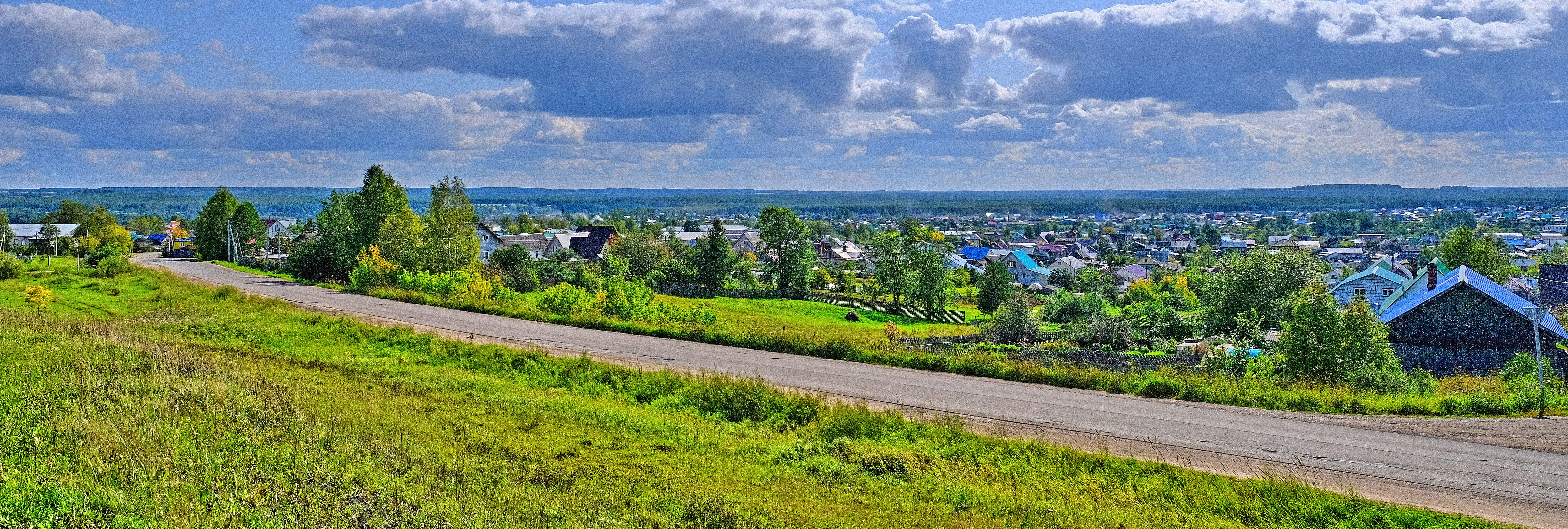
Вид на посёлок
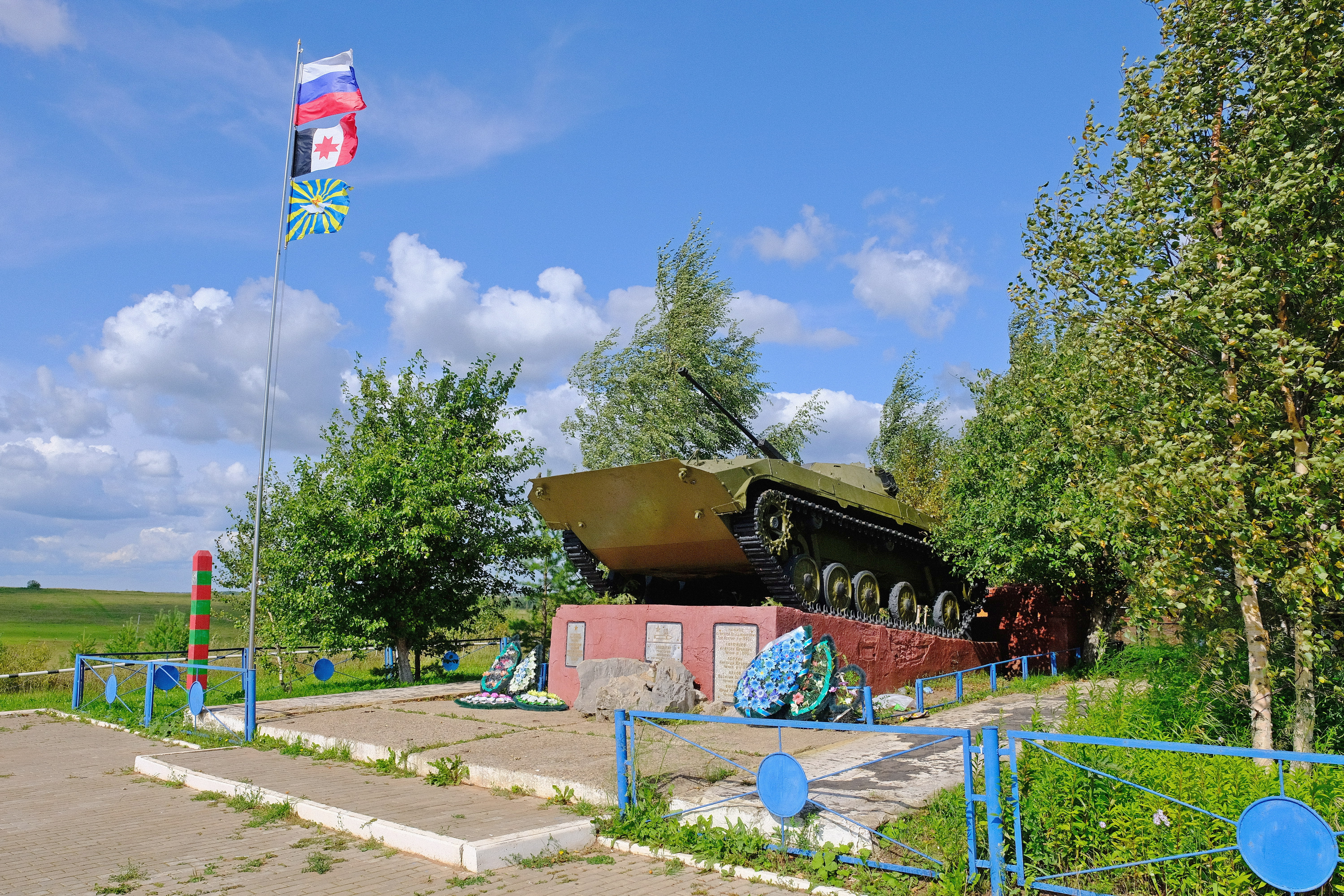
Памятник жертвам локальных конфликтов
Памятник погибшим в Великой Отечественной войне
Мемориал погибшим в Великой Отечественной войне
Памятник И. Д. Юдину